# Draba oligosperma
Draba oligosperma là một loài thực vật có hoa trong họ Cải. Loài này được Hook. mô tả khoa học đầu tiên năm 1830.